# PLAYZONE2005 〜20th Anniversary〜 Twenty Years…そしてまだ見ぬ未来へ
『PLAYZONE2005 〜20th Anniversary〜 Twenty Years…そしてまだ見ぬ未来へ』（プレゾン2005トゥェンティース・アニバーサリー・トゥェンティイヤーズ・そしてまだみぬみらいへ）は2005年8月10日にジャニーズ・エンタテイメントからリリースされた少年隊の15枚目となるミュージカルのサウンドトラック。

## 収録曲
1. NON STOP!!
作詞：3+3・821R
作曲・編曲：馬飼野康二
2. "D"
作詞：石川絵理
作曲・編曲：TSUKASA
錦織一清 ソロ曲
3. ミステリー・ゾーン
作詞：神田エミ　作曲：井上堯之　編曲：ha-j
4. Mr.Justice（Instrumental）
作曲・編曲：酒井ミキオ
5. INVADER（Instrumental）
作曲・編曲：山崎淳
6. Mysterious Dance
作詞：Shusui　作曲：Axel Bellinder・Shusui
編曲：上杉洋史
東山紀之 ソロ曲
7. その日が来るまで
作詞：漆野淳哉　作曲・編曲：船山基紀
植草克秀 ソロ曲
8. HOLY SPIRIT
作詞：3+3　作曲・編曲：馬飼野康二
錦織一清 ソロ曲
9. 天使か悪魔か
作詞・作曲：宮下智　編曲：船山基紀
10. Dear…
作詞：尾崎雪絵　作曲・編曲：馬飼野康二
植草克秀 ソロ曲
11. JEALOUS BEAT
作詞：久和カノン　作曲：馬飼野康二　編曲：鈴木雅也
東山紀之 ソロ曲
12. 宇宙の振り子（Instrumental）
作曲・編曲：大坪直樹
13. We'll Be Together
作詞：ジャニー喜多川・小倉めぐみ
作曲：Joey Carbone　編曲：新川博・佐藤泰将